# Zincostrunzita
La zincostrunzita és un mineral de la classe dels fosfats, que pertany al grup de la strunzita.

## Característiques
La zincostrunzita és un fosfat de fórmula química ZnFe³⁺₂(PO₄)₂(OH)₂(H₂O)₆·0,5H₂O. Va ser aprovada com a espècie vàlida per l'Associació Mineralògica Internacional l'any 2016. Cristal·litza en el sistema triclínic. Químicament es troba relacionada amb la steinmetzita, la zincoberaunita, i amb UKI-2006-(PO:FeHZn), sent aquest últim un equivalent menys hidratat d'aquesta espècie. També és químicament similar a la plimerita, la wilhelmgümbelita, la zinclipscombita i la fosfofil·lita.

## Formació i jaciments
Aquesta espècie va ser descrita a partir d'exemplars de dues localitats: una d'aquestes localitats és Hagendorf, a Waidhaus, a la regió de l'Alt Palatinat (Bavària, Alemanya); l'altre localitat és la mina de Sítio do Castelo, a Folgosinho, al municipi de Gouveia (Guarda, Portugal).